# Феодосія (корабель)
«Феодосія» — протидиверсійний катер проекту ПВ1415 Військово-Морських Сил України. Бортовий номер U240. Катер був названий на честь міста Феодосія.

## Історія
Протидиверсійний катер «П-99» був побудований на Сосновському СБЗ (заводський № 831) в 20 квітня 1983 року. Увійшов до складу Чорноморського флоту ВМФ СРСР. За радянських часів входив до складу 315-го дивізіону кораблів охорони водного району, а також 102-го загону спецпризначення по боротьбі з ПДСС з базуванням на озері Донузлав. Під час поділу флоту в 1997 році відійшов Україні, де йому було присвоєно нову назву «Феодосія» (бортовий U940, згодом U240). В березні 2014 року був захоплений російською армією.